# 東放学園高等専修学校

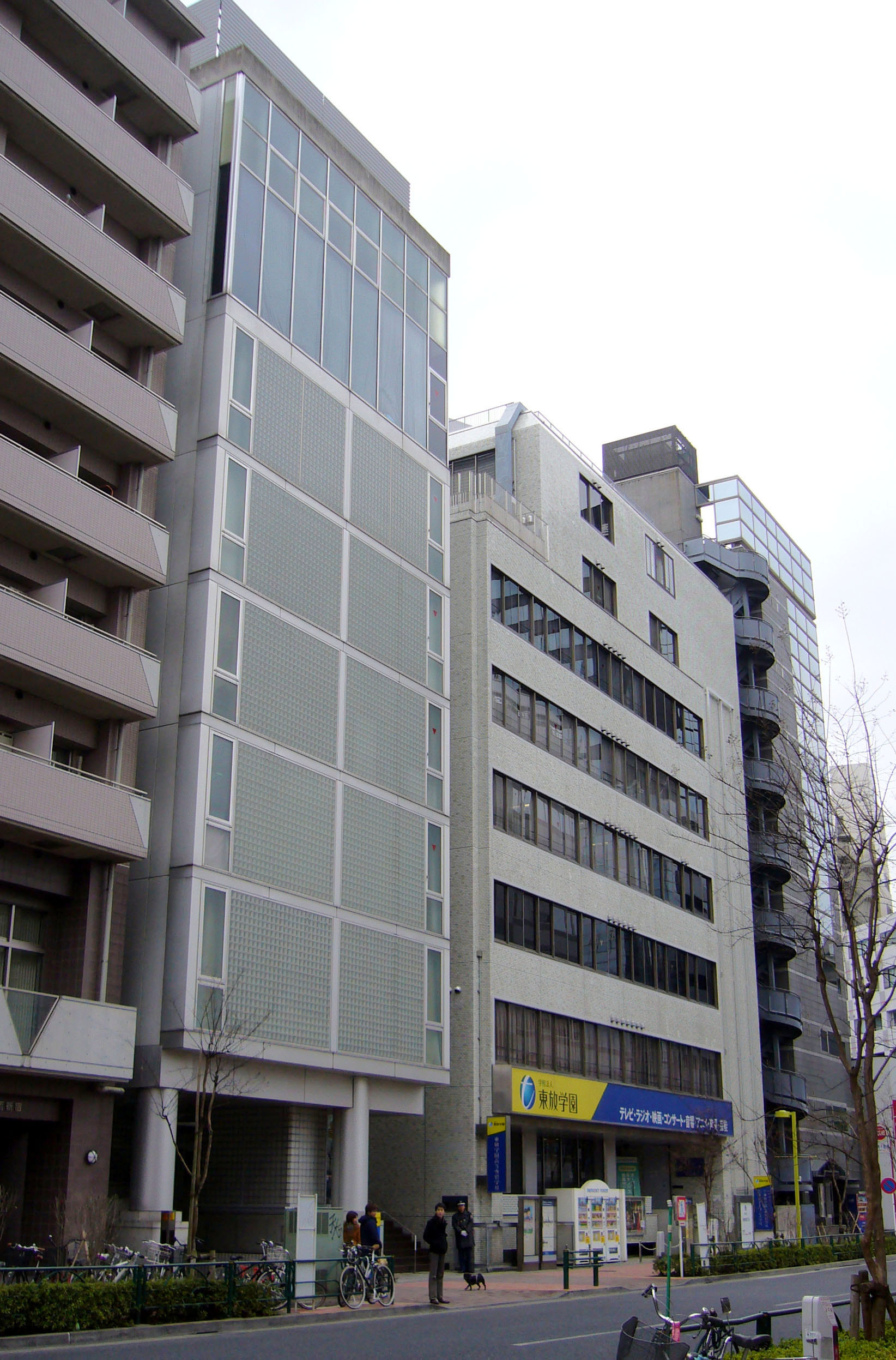
東放学園高等専修学校（左）と新宿研究所（右）

東放学園高等専修学校（とうほうがくえんこうとうせんしゅうがっこう）は、東京都新宿区にある専修学校（高等専修学校）。設置者は学校法人東放学園。

## 所在地
- 東京都新宿区西新宿4-5-2

## 沿革
- 1969年（昭和44年）：（株）東京放送教育事業本部がTBSコンピューター学院を設立
- 1972年（昭和47年）：（株）東京放送が教育事業本部を解消。東放学園を設立。教育事業を継承する。
- 1979年（昭和54年）：学校法人東放学園認可。東放学園専門学校開校
- 2001年（平成13年）：東放学園高等専修学校開校

## 設置学科
芸術高等課程 芸術科（共学・3年制）
普通科はなく、生徒は前期・後期の発表会を目的とした実践型の授業「アーツ」を学期ごとに自由に選択する。
- アーツ（必修選択科目）
  - 演技アーツ
  - ヴォーカルアーツ
  - ダンスパフォーマンスアーツ
  - 創作イラストアーツ
  - 映像制作アーツ
  - リベラルアーツ

アーツの他に、社会で必要な教養の習得を目的とした必修科目「コア」と、専門分野のスキルアップと幅広いジャンルへの挑戦を目的とした選択科目「チャレンジ」が用意されている。
- コア（必修科目）
  - 国語・数学・理科・社会・英語・コミュニケーション演習・パソコン実習 他

- チャレンジ（選択科目）
  - 演技ワークショップ、アテレコ実習、パントマイム、HIPHOP、クラシックバレエ、ドラム、ギター、ベース、作詞・作曲、デッサン、４コママンガ基礎、グラフィックデザイン、アクション、漢字検定・文書検定、メイク・ヘア・ネイル、カラーコーディネート、舞台・テレビ美術制作実習、撮影基礎、ヴォイストレーニング、朗読、就職講座、AO入試対策など80科目以上

学校は単位制であり、1・2年次は年間25単位取得で進級ができ、3年次に24単位を得ることで卒業できる。
前期授業の発表会で7月に行われる「エンジョイプレイ」と、後期授業の発表会で2月に行われる進級発表会、さらに10月に行われる「冬宝祭」がある。この中で学園祭というのは冬宝祭だけだが、カリキュラム自体が生徒がやりたいことを主としているため、授業の成果発表会といっても学園祭と大きな違いはない。発表の場を多く用意し生徒のモチベーションを高めているのが特色である。

## 主な卒業生
- 長谷川唯（俳優・声優・歌手）
- 藤井香愛（歌手）
- 寿美菜子（声優）
- 神田莉緒香（シンガーソングライター）
- 上山竜治（俳優）
- 山崎遥香（劇団四季）
- デビュー系
  - アクセルワン（声優）、浅井企画（タレント）、81プロデュース（声優）、EXILE PROFESSIONAL GYM（ダンサー）、太田プロダクション（芸人）、キューブ（俳優・タレント）、トリトリオフィス（声優）、サンミュージックプロダクション（歌手・タレント）、松竹芸能（タレント）、劇団四季（俳優）、ミュージックレイン（声優・アーティスト）、ワハハ本舗（タレント）他
- 就職
  - 石森プロ（デザイン）、エイトビットロケット（アニメ編集）、En Dance Studio（ダンスインストラクター）、オフィス論（番組制作）、研音（マネージャー）、ジャニーズ事務所（マネージャー）、スタジオOZ（アニメ色彩）、だだだ（テレビ音声）、テレユース（映像技術）、ピーシーライツ（照明）、サイオー（劇場ホールスタッフ）、公立小学校（教員）、国家公務員（内閣府）他